# HMS Marlborough (1912)
HMS Marlborough là một thiết giáp hạm dreadnought của Hải quân Hoàng gia Anh Quốc; là chiếc thứ hai thuộc lớp thiết giáp hạm Iron Duke, tên của nó được đặt nhằm tôn vinh John Churchill, Công tước thứ nhất Marlborough. Được hạ thủy vào năm 1912 và đưa ra hoạt động vào tháng 6 năm 1914, nó đã phục vụ trong Chiến tranh Thế giới thứ nhất trong thành phần Hải đội Chiến trận 1 của Hạm đội Grand Anh Quốc đặt căn cứ tại Scapa Flow. Trong trận Jutland vào ngày 31 tháng 5 năm 1916, nó bị hư hại do trúng một quả ngư lôi, khiến hai người thiệt mạng và hai người khác bị thương.
Sau chiến tranh, khi làm nhiệm vụ tại Hắc Hải trong cuộc Nội chiến Nga, Marlborough đã tham gia giải cứu Hoàng hậu Dowager Maria Feodorovna, cùng các thành viên khác của Hoàng gia Nga, kể cả Đại công tước Nicholas và Hoàng tử Felix Yusupov. Nó tiếp tục phục vụ tại Địa Trung Hải và Đại Tây Dương cho đến khi ngừng hoạt động và bị bán để tháo dỡ vào năm 1932.

## Thiết kế và chế tạo

### Thiết kế
Những chiếc trong lớp Iron Duke có thiết kế dựa trên phiên bản mở rộng của lớp thiết giáp hạm King George V (1911) dẫn trước. Marlborough có chiều dài chung 622 foot (189,6 m), mạn thuyền rộng 90 foot (27,4 m), và độ sâu của mớn nước là 29 foot (8,8 m) khi đầy tải nặng. Trọng lượng choán nước của Marlborough là 25.000 tấn Anh (25.000 t), nặng hơn so với lớp dẫn trước chủ yếu là do gia tăng cỡ nòng của dàn pháo hạng hai. Hệ thống động lực bao gồm bốn turbine hơi nước Parsons dẫn động trực tiếp; hơi nước được cung cấp từ 18 nồi hơi Babcock & Wilcox đốt than, có bổ sung thiết bị phun dầu để nhanh chóng nâng áp lực hơi nước. Động cơ cung cấp một tổng công suất 29.000 hp (22.000 kW), cho phép đạt đến tốc độ tối đa 21,5 hải lý trên giờ (39,8 km/h; 24,7 mph); Marlborough có thể mang theo tối đa 3.250 t (3.200 tấn Anh; 3.580 tấn Mỹ) than cùng 1.050 t (1.030 tấn Anh; 1.160 tấn Mỹ) dầu; cho phép nó có tầm hoạt động tối đa 7.780 hải lý (14.410 km; 8.950 mi) ở tốc độ đường trường 10 kn (19 km/h; 12 mph).
Marlborough mang một dàn pháo chính bao gồm mười khẩu pháo BL 13,5 in (340 mm) Mk V trên năm tháp pháo nòng đôi bố trí trên trục giữa, gồm hai tháp pháo phía trước và hai phía sau bắn thượng tầng, cùng một tháp pháo giữa tàu nhưng có góc bắn giới hạn. Dàn pháo hạng hai là một cải tiến lớn so với lớp King George V dẫn trước, thay thế pháo 4 inch (100 mm) bằng 12 khẩu pháo cỡ nòng 6 inch (150 mm), cho phép Marlborough đối đầu hiệu quả với tàu khu trục và tàu phóng lôi lớn hơn đang được chế tạo; tuy nhiên chúng bị ngập nước nặng khi di chuyển lúc biển động. Lớp Iron Duke cũng là những tàu chiến Anh đầu tiên được trang bị vũ khí phòng không với 2 pháo QF 3 in (76 mm) 20 cwt và 5 súng máy. Marlborough cũng mang theo bốn ống phóng ngư lôi 21 inch (530 mm) hai bên mạn tàu.
Marlborough có đai giáp dày đến 300 mm (12 in) ở phần trung tâm của con tàu, nơi hầm đạn, phòng động cơ cùng các bộ phận thiết yếu của nó được bố trí. Đai giáp được vuốt mỏng còn 100 mm (3,9 in) về phía mũi và đuôi con tàu. Bệ tháp pháo có các mặt hông dày 250 mm (9,8 in) và phía sau dày 75 mm (3,0 in), nơi đạn pháo khó có thể bắn trúng. Bản thân tháp pháo có vỏ giáp dày 280 mm (11 in) ở các mặt. Lớp sàn bọc thép của con tàu dày 1–2,5 in (25–64 mm). Sau trận Jutland vào tháng 5 năm 1916, có khoảng 820 tấn (820 t) vỏ giáp được bổ sung, chủ yếu nhằm gia cố sàn tàu chung quanh các tháp pháo chính và tăng cường vách ngăn cho các hầm đạn.

### Chế tạo
Marlborough được đặt hàng trong Dự toán chế tạo hải quân 1911 và hợp đồng chế tạo nó được trao cho xưởng tàu Devonport tại Plymouth. Nó được đặt lườn vào ngày 25 tháng 1 năm 1912 và hạ thủy vào ngày 24 tháng 10 năm 1912. Marlborough được đưa ra hoạt động vào tháng 6 năm 1914, là chiếc thứ hai trong lớp Iron Duke được đưa vào hoạt động, sau chiếc dẫn đầu HMS Iron Duke. Nó có chi phí khoảng 2.043.437 Bảng Anh. Khi chạy thử máy Marlborough đạt được công suất 32.013 ihp (23.872 kW) và vượt hơn tốc độ thiết kế.

## Lịch sử hoạt động
Sau khi đưa vào hoạt động, Marlborough gia nhập Hải đội Chiến trận 1 của Hạm đội Grand Anh Quốc, lúc đó đang đặt căn cứ tại Scapa Flow, và đảm nhiệm vai trò soái hạm hải đội cho đến tháng 2 năm 1917. Cùng với phần còn lại của Hải đội Chiến trận 1, Marlborough đã tham gia trận Jutland, được phân về Đội 6 thuộc Hải đội 1, về phía cuối đội hình hàng chiến trận Anh, và đã phục vụ như là soái hạm của Chuẩn đô đốc Cecil Burney. Nó là chiếc đụng độ nặng nề nhất của lớp Iron Duke, khi đã bắn tổng cộng 162 quả đạn pháo 13,5 in (340 mm) trong tổng số 292 quả đạn pháo hạng nặng mà cả lớp Iron Duke đã bắn ra. Trong trận chiến, nó bị bắn trúng một quả ngư lôi ở giữa tàu, khiến lườn tàu bị thủng một lỗ rộng 21 x 6 m (70 x 20 ft), làm thiệt mạng hai người và làm bị thương hai người khác. Cho dù bị hư hại, nó vẫn ở lại vị trí trong đội hình, nhưng tốc độ bị giảm còn 17 kn (31 km/h; 20 mph). Marlborough tiếp tục bắn với dàn pháo chính của nó cho đến khi độ nghiêng gia tăng khiến hỏa lực không còn hiệu quả. Cuối cùng con tàu được kéo rút lui về Humber, nơi việc sửa chữa nó kéo dài mất hai tháng. Khi công việc sửa chữa hoàn tất vào ngày 29 tháng 7 năm 1916, nó quay trở lại hàng ngũ Hạm đội Grand.
Sau chiến tranh, Marlborough tham gia phục vụ cùng Iron Duke tại Địa Trung Hải. Vào năm 1919, trong cuộc Nội chiến Nga, Marlborough đang làm nhiệm vụ tại Hắc Hải. Theo lệnh của Vua George V, con tàu đã giải cứu người cô của Đức Vua, Hoàng hậu Dowager Maria Feodorovna, cùng các thành viên khác của Hoàng gia Nga, kể cả Đại công tước Nicholas và Hoàng tử Felix Yusupov. Marlborough tiếp tục ở lại cùng Hạm đội Địa Trung Hải cho đến năm 1926, khi được chuyển sang Hạm đội Đại Tây Dương, và lượt phục vụ này kéo dài ba năm cho đến năm 1929, khi nó được rút khỏi hoạt động thường trực. Con tàu bị bán để tháo dỡ vào ngày 27 tháng 6 năm 1932.